# Lennie Tristano
Leonard Joseph Tristano (ur. 19 marca 1919 w Chicago, zm. 18 listopada 1978 w Nowym Jorku) – amerykański kompozytor i pianista jazzowy.
Ociemniały w dzieciństwie. Potrafił grać na wielu instrumentach. Naukę muzyki rozpoczął w wieku 4 lat. Ukończył z wyróżnieniem American Conservatory. Prowadził zespół dixielandowy, a później również zespoły taneczne. W 1944 skoncentrował się na grze na fortepianie.
W 1946 przeniósł się do Nowego Jorku. Założył zespół w składzie: Lee Konitz, Arnold Fishkin, Warne Marsh, Billy Bauer, Willie Denis.
Pierwszą płytę nagrał w 1949 dla Capitolu. Teoretycznie uznany za twórcę cool jazzu. Muzyka szkoły Tristano w znacznym stopniu uformowała wyobrażenia laików o cool jazzie jako o muzyce chłodnej, intelektualnej, pozbawionej emocji. Z pewnością właśnie Lennie Tristano i jego muzycy improwizowali ze szczególną swobodą, a centrum ich zainteresowania stanowiła improwizacja linearna.
Stronił od występów publicznych. W 1962 nagrał płytę solową The New Lennie Tristano, która została uznana za kamień milowy w historii pianistyki jazzowej. Występował okazjonalnie w Blue Note. Pomimo że był Amerykaninem, wyznawał europejską koncepcję sztuki, dlatego też był znacznie popularniejszy w Anglii i Francji niż w rodzinnym kraju.
Był jednym z niewielu, którzy wywarli wpływ na rozwój jazzu i przyczynili się do tego, że ten gatunek muzyki został uznany za sztukę. Nie dążył ani do sławy ani do zaszczytów. Powiedział kiedyś: "Sztuka nie jest komercyjna – kiedy staje się towarem, przestaje być sztuką".

## Dyskografia
- 1946	Holiday in Piano (EmArcy)
- 1949	Crosscurrents (Capitol)
- 1950	Wow [live] (Jazz)
- 1952	Live in Toronto 1952 (Jazz)
- 1952	Descent into the Maelstrom (Inner City)
- 1955	Lennie Tristano Quartet (Atlantic)
- 1955	New York Improvisations (Elektra)
- 1958	Continuity (Jazz)
- 1960	Solo in Europe (Unique Jazz)
- 1962	The New Tristano (Rhino)
- 1964	Note to Note (Jazz)
- 1979 Live at Birdland 1949 (Jazz Records), nagrany w 1949
- 2001	Concert in Copenhagen [live] (Orchard)
- 2001	Lennie Tristano: Manhattan Studio (Jazz)
- 2001	The Lost Tapes (Jazz Factory)
- 2003	Lennie's Pennies (Proper)
- 2006	I Can't Get Started
- 2007 Abstraction and Improvisation (Five Four)